# SONUS
SONUS är ett studentspelmanslag i Stockholm. Spelmanslaget vann Studentspelmanslags-VM 2008. SONUS fick juryns hederspris i samma tävling år 2006.
Laget firade 10 år som spelmanslag 2015.